# 95 v.Chr.
Het jaar 95 v.Chr. is een jaartal volgens de christelijke jaartelling. 

## Gebeurtenissen

### Italië
- In Rome wordt door de Senaat de Lex Licinia Mucia ingevoerd, Quintus Mucius Scaevola en andere magistraten eisen dat het Romeins burgerrecht voor Italiërs wordt geweigerd.

### Syrië
- Seleucus VI Epiphanes verslaat zijn stiefvader Antiochus IX Cyzicenus bij Damascus, hij laat hem gevangennemen en executeren.
- Antiochus X Eusebes verzamelt een Syrisch leger en verslaat zijn oom Seleucus VI. Hij weet echter het Seleucidenrijk niet te herenigen.
- Antiochus X regeert in Antiochië, in de chaos wordt het rijk verdeeld tussen Demetrius III Eucaerus en Philippus I Philadelphus.
- Seleucus VI vlucht naar Mopsuestia in Cilicië, de stad wordt door Antiochus X belegerd en ingenomen. Tijdens het beleg verbrandt Seleucus VI levend in het gymnasion.

### Klein-Azië
- Tigranes II de Grote (95 - 55 v.Chr.) wordt met steun van Parthië koning van Armenië. Hij moet het gebied van de "zeventig valleien" in Atropatene (huidige Azerbeidzjan) afstaan aan Mithridates II.
- Eerste diplomatieke contact van het Parthische Rijk met het Romeinse Rijk, als de gezant Orobazus in Anatolië Lucius Sulla ontmoet. Na thuiskomst wordt Orobazus geëxecuteerd omdat hij zich zou hebben laten intimideren.

## Geboren
- Cleopatra VI (~95 v.Chr. - ~57 v.Chr.), koningin van Egypte en moeder van Cleopatra VII
- Marcus Claudius Marcellus (~95 v.Chr. - ~45 v.Chr.), Romeins consul en staatsman
- Marcus Porcius Cato (Cato de Jongere) (~95 v.Chr. - ~46 v.Chr.), Romeins staatsman en veldheer

## Overleden
- Seleucus VI Epiphanes (~118 v.Chr. - ~95 v.Chr.), koning van het Seleucidenrijk (23)
- Antiochus IX Cyzicenus (~135 v.Chr. - ~95 v.Chr.), koning van het Seleucidische Rijk (Syrië) (40)